# Tears of Silence
Tears of Silence — четвёртый студийный альбом нидерландской симфо/готик-метал группы Imperia, вышедший в 2015 году.

## История
Подготовка к записи альбома началась ещё в 2014 году. В апреле 2015 года группа записала на Spacelab studio (Германия) 13 треков для нового альбома. После было придумано название для будущего альбома ― Tears of Silence. Музыканты работали над созданием альбома как коллективно, так и в одиночку в студии и дома. Запись и микширование альбома проводил Кристиан Мус (Ancient Rites, Delain, Pestilence и др.). Записан альбом был 20 ноября 2015 года на лейбле Massacre Records в Абштате (Германия).
В альбоме прослеживается разнообразие различных стилей — эпические готик/симфо-метал и др. в сочетании с элементами народных песен или фолк-метал. Кроме традиционных инструментов (гитары, ударные…) используются акустическая гитара, скрипка, различные типы флейт, свистулька, волынка, бузуки, различные стили оркестровки и др. Кроме того также присутствует русский хор. Вокал Хелены Михальсен разнообразен ― от типичного оперного до гроулинга.

## Запись
- Ударные и вокал спроектированы и записаны в Spacelab Studio в Эдте (Германия).
- Гитары записаны на Orc’s Lair Studio (Финляндия).
- Скрипка Хенрика Перельо записана в Studio Vire в Тампере (Финляндия).
- Бузуки Бонниса записана в Mayhem Studio в Кристиансанне (Норвегия).
- Хор для композиции «Spirit Chase (Keep Fighting)» записан на UTG Studio в Москве (Россия).
- Микширование проводило на Spacelab Studios в Эдте (Германия).
- Мастеринг проходил на Hansen Studios (Норвегия).

## Список композиций
Все тексты написаны Хеленой Михальсен, вся музыка написана Яном Ирландом (кроме 10).
| №                   | Название                          | Длительность |
| ------------------- | --------------------------------- | ------------ |
| 1.                  | «Silence Is My Friend»            | 4:14         |
| 2.                  | «Crossroads»                      | 5:06         |
| 3.                  | «Broken (When the Silence Cries)» | 5:23         |
| 4.                  | «Away»                            | 7:35         |
| 5.                  | «Friheten vil seire»              | 5:31         |
| 6.                  | «My Screaming Heart»              | 5:02         |
| 7.                  | «Motherlove»                      | 4:52         |
| 8.                  | «The Vikingsong»                  | 4:20         |
| 9.                  | «Spirit Chase (Keep Fighting)»    | 5:20         |
| 10.                 | «Innocent Child»                  | 3:57         |
| 11.                 | «Wings of Hope»                   | 6:06         |
| Общая длительность: | Общая длительность:               | 57:26        |

## Состав
Группа
- Хелена Ирен Михальсен (Helena Iren Michaelsen) — вокал
- Ян «Örkki» Ирланд (Jan Yrlund) — гитара, вокал (хор)
- Джерри Ферштрекен (Gerry Verstreken) — бас-гитара
- Стив Вольц (Steve Wolz) — ударные

Сессионные музыканты
- Одён Гроннестад (Audun Grønnestad) — оркестровка (5 трек), акустическая гитара (10 трек)
- Хенрик Перельо (Henrik Perelló) — скрипка (4 и 11 треки)
- Джон Стам (John Stam) — лидер-гитара (8 трек)
- Бионнис (Bjønnis) — бузуки (5 трек)
- Тимо Вяянянен (Timo Väänänen) — акустическая гитара (11 трек)
- Йорма Хиттавайнен (Jorma Hittavainen) — флейта (высокая), свистулька (8 трек)
- Дэвид Санчес (David Sánchez) — волынка, флейта (5 трек)
- Патрик Мамели (Patrick Mameli) — дополнительный вокал (8 трек)
- Кристиан Мус (Christian Moos) — вокал (хор), малый маршевый барабан (5 трек)
- Александра Сидорова — вокал (сопрано) (9 трек)
- Александр «АОR» Осипов — вокал (баритон) (9 трек)
- Михаил Нор — вокал (тенор) (9 трек)
- Оливер Филиппс (Oliver Philipps) — пианино, оркестровые аранжировки, дополнительная гитара